# SoftBank 824P
SoftBank 824P（ソフトバンク はちにいよん ピー）は、パナソニックモバイルコミュニケーションズによって開発された、ソフトバンクモバイルの第三世代携帯電話 (SoftBank 3G) 端末である。「MIRЯOR II」の愛称を持つ。2008年7月発売。

## 主な機能・サービス
- 世界対応ケータイ（3G）
- ICデータ通信対応

| 主な対応サービス         | 主な対応サービス       | 主な対応サービス               |
| ------------------------ | ---------------------- | ------------------------------ |
| S!一斉トーク             | S!ともだち状況         |                                |
|                          |                        | S!速報ニュース                 |
| S!情報チャンネル         | S!FeliCa               | PCサイトブラウザ               |
| 電子コミック             | S!アプリ（メガアプリ） | 着うたフル／着うた             |
| デコレメール             | S!電話帳バックアップ   | 着デコ                         |
| コンテンツおすすめメール | TVコール               | 世界対応ケータイ（W-CDMA専用） |
| S!GPSナビ                | デルモジ表示           | ワンセグ                       |
| 3G ハイスピード          | S!おなじみ操作         | ダブルナンバー                 |

## 特徴
823Pと同時発表された端末で、防水機能は無いが角度によって本体表面の色を微妙に変化するハーフミラーのデザインが特徴である（ただし端末色がクリスタルシルバーの場合はミラー部の変化はない）。ワンセグも搭載し3.0インチTFT QVGA液晶を採用し、「モバイルPEAKSプロセッサー」も搭載しているが通常の折りたたみスタイルなのでVIERAケータイの愛称はない。音楽再生機能は前機種のMIRЯOR 821Pでは対応していなかった、S!ミュージックコネクト(Windows Media Audio)・SD-Audio（AAC/AAC+SBR)に対応し、高音質の音楽再生を実現する「リ･マスター」を搭載した。
また、823Pと同じく、ヒンジ部に「ワンプッシュオープンボタン」を搭載している。

## ワンセグ
- 連続視聴時間
通常時:約5時間10分
ECOモード時:約6時間45分
- モバイルPEKASプロセッサー搭載

## 不具合
2009年5月14日に以下の不具合を修正するソフトウェアの更新がなされた。
- ブラウザ使用中に、特定の操作を行う事でリセットする場合がある
- 特定のデコレテンプレートをダウンロードするとリセットする場合がある
- 利用環境によって、電池の使用時間が短くなる場合がある

2010年6月15日に以下の不具合を修正するソフトウェアの更新がなされた。
- アプリによるパケット通信中にカメラを起動した場合、それ以降、ごくまれにパケット通信ができなくなる

2010年07月30日に以下の不具合を修正するソフトウェアの更新がなされた。
- モバイルSuicaアプリが起動できない場合がある

2012年5月30日に以下の不具合を修正するソフトウェアの更新がなされた。
- ネットワークの状況などにより、コンテンツのダウンロードに失敗してしまう場合がある。